# Kazahsztán a 2000. évi nyári olimpiai játékokon
Kazahsztán az ausztráliai Sydneyben megrendezett 2000. évi nyári olimpiai játékok egyik részt vevő nemzete volt. Az országot az olimpián 17 sportágban 130 sportoló képviselte, akik összesen 7 érmet szereztek.

## Érmesek
| Érem  | Versenyző            | Sportág      | Versenyszám                |
| ----- | -------------------- | ------------ | -------------------------- |
| Arany | Olga Sisigina        | Atlétika     | Női 100 m gát              |
| Arany | Bekzat Szattarhanov  | Ökölvívás    | Pehelysúly                 |
| Arany | Jermahan Ibraimov    | Ökölvívás    | Nagyváltósúly              |
| Ezüst | Iszlam Bajramukov    | Birkózás     | Szabadfogás, 97 kg         |
| Ezüst | Alekszandr Vinokurov | Kerékpározás | Férfi egyéni mezőnyverseny |
| Ezüst | Bolat Zsumagyilov    | Ökölvívás    | Légsúly                    |
| Ezüst | Muhtarhan Dildabekov | Ökölvívás    | Szupernehézsúly            |

## Atlétika
Férfi
| Versenyző           | Versenyszám     | Előfutam | Előfutam | Előfutam | Negyeddöntő | Negyeddöntő | Negyeddöntő | Elődöntő | Elődöntő | Elődöntő | Döntő   | Döntő    |
| Versenyző           | Versenyszám     | Idő      | Hely.    | Össz.    | Idő         | Hely.       | Össz.       | Idő      | Hely.    | Össz.    | Idő     | Helyezés |
| ------------------- | --------------- | -------- | -------- | -------- | ----------- | ----------- | ----------- | -------- | -------- | -------- | ------- | -------- |
| Vitalij Medvegyev   | 100 m           | 10,75    | 9.       | 74.*     | kiesett     | kiesett     | kiesett     | kiesett  | kiesett  | kiesett  | kiesett | kiesett  |
| Gennagyij Csernovol | 200 m           | 20,95    | 6.       | 32.***   | kiesett     | kiesett     | kiesett     | kiesett  | kiesett  | kiesett  | kiesett | kiesett  |
| Valerij Boriszov    | 20 km gyaloglás |          |          |          |             |             |             |          |          |          | 1:28:36 | 38.      |
| Valerij Boriszov    | 50 km gyaloglás |          |          |          |             |             |             |          |          |          | 4:01:11 | 25.      |
| Szergej Korepanov   | 50 km gyaloglás |          |          |          |             |             |             |          |          |          | 3:53:30 | 15.      |

| Versenyző          | Versenyszám | Selejtező                | Selejtező                | Döntő    | Döntő    |
| Versenyző          | Versenyszám | Eredmény                 | Helyezés                 | Eredmény | Helyezés |
| ------------------ | ----------- | ------------------------ | ------------------------ | -------- | -------- |
| Jurij Pahljajev    | Magasugrás  | 224 cm                   | 19.                      | kiesett  | kiesett  |
| Igor Potapovics    | Rúdugrás    | érvényes kísérlet nélkül | érvényes kísérlet nélkül | kiesett  | kiesett  |
| Szergej Arzamaszov | Hármasugrás | 16,70 m                  | 15.                      | kiesett  | kiesett  |
| Oleg Szakirkin     | Hármasugrás | 16,20 m                  | 28.                      | kiesett  | kiesett  |
| Szergej Rubcov     | Súlylökés   | 15,90 m                  | 37.                      | kiesett  | kiesett  |

Női
| Versenyző            | Versenyszám     | Előfutam | Előfutam | Előfutam | Negyeddöntő | Negyeddöntő | Negyeddöntő | Elődöntő | Elődöntő | Elődöntő | Döntő         | Döntő         |
| Versenyző            | Versenyszám     | Idő      | Hely.    | Össz.    | Idő         | Hely.       | Össz.       | Idő      | Hely.    | Össz.    | Idő           | Helyezés      |
| -------------------- | --------------- | -------- | -------- | -------- | ----------- | ----------- | ----------- | -------- | -------- | -------- | ------------- | ------------- |
| Viktorija Kovireva   | 100 m           | 11,72    | 5.       | 49.      | kiesett     | kiesett     | kiesett     | kiesett  | kiesett  | kiesett  | kiesett       | kiesett       |
| Szvetlana Bodrickaja | 400 m           | 53,91    | 6.       | 40.      | kiesett     | kiesett     | kiesett     | kiesett  | kiesett  | kiesett  | kiesett       | kiesett       |
| Garifa Kuku          | Maraton         |          |          |          |             |             |             |          |          |          | nem ért célba | nem ért célba |
| Olga Sisigina        | 100 m gát       | 12,81    | 1.       | 3.       | 12,66       | 1.          | 1.          | 12,71    | 3.       | 3.       | 12,65         |               |
| Natalja Torsina      | 400 m gát       | 56,38    | 3.       | 15.      |             |             |             | 56,22    | 7.       | 15.      | kiesett       | kiesett       |
| Szvetlana Tolsztaja  | 20 km gyaloglás |          |          |          |             |             |             |          |          |          | 1:35:19       | 21.           |
| Jelena Kuznyecova    | 20 km gyaloglás |          |          |          |             |             |             |          |          |          | 1:42:45       | 40.           |
| Majja Szozonova      | 20 km gyaloglás |          |          |          |             |             |             |          |          |          | nem ért célba | nem ért célba |

| Versenyző             | Versenyszám | Selejtező             | Selejtező             | Döntő    | Döntő    |
| Versenyző             | Versenyszám | Eredmény              | Helyezés              | Eredmény | Helyezés |
| --------------------- | ----------- | --------------------- | --------------------- | -------- | -------- |
| Szvetlana Zalevszkaja | Magasugrás  | 194 cm                | 1.****                | 196 cm   | 6.       |
| Jelena Persina        | Távolugrás  | 624 cm                | 28.                   | kiesett  | kiesett  |
| Jelena Koscsejeva     | Távolugrás  | 657 cm                | 13.                   | kiesett  | kiesett  |
| Anna Taraszova        | Távolugrás  | érvényes ugrás nélkül | érvényes ugrás nélkül | kiesett  | kiesett  |
| Anna Taraszova        | Hármasugrás | 13,11 m               | 27.                   | kiesett  | kiesett  |
| Jelena Parfjonova     | Hármasugrás | 13,50 m               | 21.                   | kiesett  | kiesett  |
| Jolanta Uljeva        | Súlylökés   | 16,38 m               | 21.                   | kiesett  | kiesett  |

| Versenyző           | Versenyszám | 100 m gát | 100 m gát | Magasugrás | Magasugrás | Súlylökés | Súlylökés | 200 m | 200 m | Távolugrás | Távolugrás | Gerelyhajítás | Gerelyhajítás | 800 m   | 800 m | Végeredmény | Végeredmény |
| Versenyző           | Versenyszám | Idő       | Pont      | Eredmény   | Pont       | Eredmény  | Pont      | Idő   | Pont  | Eredmény   | Pont       | Eredmény      | Pont          | Idő     | Pont  | Pont        | Helyezés    |
| ------------------- | ----------- | --------- | --------- | ---------- | ---------- | --------- | --------- | ----- | ----- | ---------- | ---------- | ------------- | ------------- | ------- | ----- | ----------- | ----------- |
| Szvetlana Kazanyina | Hétpróba    | 14,71     | 880       | 175 cm     | 916        | 12,97 m   | 725       | 25,04 | 883   | 584 cm     | 801        | 43,53 m       | 735           | 2:10,45 | 958   | 5898        | 16.         |
| Irina Naumenko      | Hétpróba    | 14,26     | 942       | 184 cm     | 1029       | 11,26 m   | 612       | 25,19 | 869   | 588 cm     | 813        | 32,53 m       | 525           | 2:18,49 | 844   | 5634        | 21.         |

* - egy másik versenyzővel azonos eredményt ért el

** - két másik versenyzővel azonos eredményt ért el

**** - hét másik versenyzővel azonos eredményt ért el

## Birkózás
Kötöttfogású
| Versenyző            | Versenyszám | Csoportkör                                                                                             | Csoportkör | Negyeddöntő                  | Elődöntő          | Bronz- mérkőzés               | Döntő             | Helyezés |
| Versenyző            | Versenyszám | Ellenfél Eredmény                                                                                      | Hely.      | Ellenfél Eredmény            | Ellenfél Eredmény | Ellenfél Eredmény             | Ellenfél Eredmény | Helyezés |
| -------------------- | ----------- | --- | ---------- | ---------------------------- | ----------------- | ----------------------------- | ----------------- | -------- |
| Rakimzsan Aszembekov | 54 kg       | 2. csoport · Szim Gvonho (KOR) · 2-2 · Dariusz Jabłoński (POL) · 7-2                                   | 2.         | kiesett                      | kiesett           | kiesett                       | kiesett           | 9.       |
| Jurij Melnyicsenko   | 58 kg       | 1. csoport · Kim Inszop (KOR) · 0-6 · Dilshod Aripov (UZB) · mérkőzés nélkül (sérülés)                 | 3.         | kiesett                      | kiesett           | kiesett                       | kiesett           | 19.      |
| Mhitar Manukjan      | 63 kg       | 5. csoport · Juan Luis Marén (CUB) · 3-5 · Gurbinder Szingh (IND) · 8-3 · Yassine Djakrir (ALG) · 11-0 | 2.         | kiesett                      | kiesett           | kiesett                       | kiesett           | 7.       |
| Baktijar Bajszeitov  | 76 kg       | 2. csoport · Marko Yli-Hannuksela (FIN) · 3-4 · Yvon Riemer (FRA) · 4-2                                | 2.         | kiesett                      | kiesett           | kiesett                       | kiesett           | 10.      |
| Szergej Matvijenko   | 97 kg       | 2. csoport · Rafajel Szamurgasev (ARM) · 6-0 · Reynaldo Peña (CUB) · 0-1                               | 1.         | Mikael Ljungberg (SWE) · 0-5 |                   | Gennady Chkhaidze (GEO) · 1-1 |                   | 6.       |

Szabadfogású
| Versenyző          | Versenyszám | Csoportkör | Csoportkör | Negyeddöntő                 | Elődöntő                      | Bronz- mérkőzés                                                     | Döntő                           | Helyezés |
| Versenyző          | Versenyszám | Ellenfél Eredmény | Hely.      | Ellenfél Eredmény           | Ellenfél Eredmény             | Ellenfél Eredmény                                                   | Ellenfél Eredmény               | Helyezés |
| ------------------ | ----------- | --- | ---------- | --------------------------- | ----------------------------- | ------------------------------------------------------------------- | ------------------------------- | -------- |
| Maulen Mamirov     | 54 kg       | 3. csoport · Adkhamdzhon Akhilov (UZB) · 10-5 · Vasilij Zeiher (GER) · 8-1                                                                           | 1.         | German Kontojev (BLR) · 2-4 |                               | Az 5. helyért · Olekszandr Zaharuk (UKR) · 1-8                      |                                 | 6.       |
| Abil Ibragimov     | 58 kg       | 4. csoport · Terry Brands (USA) · 0-6 · Hvícasz Polihronídisz (GRE) · 6-5                                                                            | 3.         | kiesett                     | kiesett                       | kiesett                                                             | kiesett                         | 18.      |
| Ruszlan Velijev    | 69 kg       | 6. csoport · Almaz Aszkarov (KGZ) · 1-3 · Szjarhej Dzemcsanka (BLR) · mérkőzés nélkül (sérülés) · Cameron Johnston (AUS) · mérkőzés nélkül (sérülés) | 4.         | kiesett                     | kiesett                       | kiesett                                                             | kiesett                         | 19.      |
| Gennagyij Lalijev  | 76 kg       | 2. csoport · Pejman Dorostkar (IRI) · 3-1 · Tümen-Ölziin Mönkhbayar (MGL) · 4-0                                                                      | 1.         | Brandon Slay (USA) · 2-2    |                               | Az 5. helyért · Ruslan Khinchagov (UZB) · mérkőzés nélkül (sérülés) |                                 | 4.*      |
| Magomed Kuruglijev | 85 kg       | 5. csoport · Yoel Romero (CUB) · 0-4 · Igors Samušonoks (LAT) · 6-7 · Justin Abdou (CAN) · 8-5                                                       | 2.         | kiesett                     | kiesett                       | kiesett                                                             | kiesett                         | 10.      |
| Iszlam Bajramukov  | 97 kg       | 5. csoport · Davud Məhəmmədov (AZE) · 3-0 · Wilfredo Morales (CUB) · 0-2                                                                             | 1.         | erőnyerő                    | Marek Garmulewicz (POL) · 3-0 |                                                                     | Szagid Murtazalijev (RUS) · 0-6 |          |

* – Az eredetileg első helyen végzett német Alexander Leipoldot kizárták.

## Cselgáncs
Férfi
| Versenyző           | Versenyszám  | Selejtező                         | 32-es főtábla                          | Nyolcaddöntő                         | Negyeddöntő                          | Elődöntő          | Vigaszág első kör                 | Vigaszág negyeddöntő                 | Vigaszág elődöntő                       | Bronz- mérkőzés                 | Döntő             | Helyezés    |
| Versenyző           | Versenyszám  | Ellenfél Eredmény                 | Ellenfél Eredmény                      | Ellenfél Eredmény                    | Ellenfél Eredmény                    | Ellenfél Eredmény | Ellenfél Eredmény                 | Ellenfél Eredmény                    | Ellenfél Eredmény                       | Ellenfél Eredmény               | Ellenfél Eredmény | Helyezés    |
| ------------------- | ------------ | --------------------------------- | -------------------------------------- | ------------------------------------ | ------------------------------------ | ----------------- | --------------------------------- | ------------------------------------ | --------------------------------------- | ------------------------------- | ----------------- | ----------- |
| Bazarbek Donbaj     | Légsúly      | erőnyerő                          | Oliver Gussenberg (GER) · 1100-0010    | Óscar Peñas (ESP) · 0110-0010        | Csong Szokkjong (KOR) · 0000-1001    |                   |                                   | Nest'or Khergiani (GEO) · 0110-0010  | Elçin Mehdi İsmayılov (AZE) · 0100-0001 | Manolo Poulot (CUB) · 0000-0210 |                   | 5.          |
| Ivan Baglajev       | Harmatsúly   | erőnyerő                          | Jean-Claude Cameroun (CMR) · 1000-0011 | Iszlam Macijev (RUS) · 1000-0011     | Patrick van Kalken (NED) · 0010-1000 |                   |                                   | Nakamura Jukimasza (JPN) · 0000-1010 | kiesett                                 | kiesett                         |                   | 9.          |
| Aszhat Saharov      | Könnyűsúly   | erőnyerő                          | Vitalij Makarov (RUS) · 1010-0011      | Hennagyij Bilogyid (UKR) · 0010-0222 | kiesett                              | kiesett           |                                   |                                      |                                         |                                 |                   | helyezetlen |
| Ruszlan Szeilhanov  | Váltósúly    | erőnyerő                          | Takimoto Makoto (JPN) · 0010-0210      |                                      |                                      |                   | Gastón García (ARG) · 1001-0111   | Alvaro Paseyro (URU) · 0001-1001     | kiesett                                 | kiesett                         |                   | 9.          |
| Szergej Sakimov     | Középsúly    | Josida Hidehiko (JPN) · 0002-0012 | kiesett                                | kiesett                              | kiesett                              | kiesett           |                                   |                                      |                                         |                                 |                   | helyezetlen |
| Aszhat Zsitkejev    | Félnehézsúly | Kovács Antal (HUN) · 0011-0200    | kiesett                                | kiesett                              | kiesett                              | kiesett           |                                   |                                      |                                         |                                 |                   | helyezetlen |
| Vjacseszlav Berduta | Nehézsúly    | erőnyerő                          | José Eugenio Vásquez (DOM) · 1001-0000 | Sinohara Sinicsi (JPN) · 0010-1001   |                                      |                   | Ruszlan Sarapav (BLR) · 0000-1001 | kiesett                              | kiesett                                 | kiesett                         |                   | 13.         |

Női
| Versenyző           | Versenyszám | Selejtező                       | Nyolcaddöntő      | Negyeddöntő       | Elődöntő          | Vigaszág első kör | Vigaszág negyeddöntő | Vigaszág elődöntő | Bronz- mérkőzés   | Döntő             | Helyezés    |
| Versenyző           | Versenyszám | Ellenfél Eredmény               | Ellenfél Eredmény | Ellenfél Eredmény | Ellenfél Eredmény | Ellenfél Eredmény | Ellenfél Eredmény    | Ellenfél Eredmény | Ellenfél Eredmény | Ellenfél Eredmény | Helyezés    |
| ------------------- | ----------- | ------------------------------- | ----------------- | ----------------- | ----------------- | ----------------- | -------------------- | ----------------- | ----------------- | ----------------- | ----------- |
| Gulnara Kuserbajeva | Nehézsúly   | Irina Rogyina (RUS) · 0000-0201 | kiesett           | kiesett           | kiesett           |                   |                      |                   |                   |                   | helyezetlen |

## Evezés
Férfi
| Versenyző           | Versenyszám  | Előfutam | Előfutam | Vigaszág | Vigaszág | Elődöntő | Elődöntő | Elődöntő | Döntő | Döntő   | Döntő | Helyezés |
| Versenyző           | Versenyszám  | Idő      | Hely.    | Idő      | Hely.    | Típus    | Idő      | Hely.    | Típus | Idő     | Hely. | Helyezés |
| ------------------- | ------------ | -------- | -------- | -------- | -------- | -------- | -------- | -------- | ----- | ------- | ----- | -------- |
| Vlagyimir Belonogov | Egypárevezős | 7:34,66  | 6.       | 7:36,42  | 4.       | C/D      | 7:24,44  | 3.       | C     | 7:21,44 | 5.    | 16.      |

## Íjászat
Férfi
| Versenyző                                             | Versenyszám | Selejtező | Selejtező | 64-es főtábla                            | 32-es főtábla                         | Nyolcaddöntő                                                                         | Negyeddöntő                                                                           | Elődöntő          | Döntő             | Helyezés |
| Versenyző                                             | Versenyszám | Pont      | Kiemelt   | Ellenfél Eredmény                        | Ellenfél Eredmény                     | Ellenfél Eredmény                                                                    | Ellenfél Eredmény                                                                     | Ellenfél Eredmény | Ellenfél Eredmény | Helyezés |
| ----------------------------------------------------- | ----------- | --------- | --------- | ---------------------------------------- | ------------------------------------- | ------------------------------------------------------------------------------------ | ------------------------------------------------------------------------------------- | ----------------- | ----------------- | -------- |
| Vagyim Sikarev                                        | Egyéni      | 632       | 23.       | Mattias Eriksson (SWE) (42.) · 158-156   | Nico Hendrickx (BEL) (10.) · 154-151  | Vic Wunderle (USA) (7.) · 166-171                                                    | kiesett                                                                               | kiesett           | kiesett           | 10.      |
| Sztanyiszlav Zabrodszkij                              | Egyéni      | 649       | 5.        | Essam Sayed (EGY) (60.) · 166-149        | Niklas Eriksson (SWE) (28.) · 163-146 | Wietse van Alten (NED) (12.) · 164-166                                               | kiesett                                                                               | kiesett           | kiesett           | 12.      |
| Alekszandr Li                                         | Egyéni      | 635       | 15.       | Makijama Maszafumi (JPN) (50.) · 150-151 | kiesett                               | kiesett                                                                              | kiesett                                                                               | kiesett           | kiesett           | 54.      |
| Sztanyiszlav Zabrodszkij Alekszandr Li Vagyim Sikarev | Csapat      | 649       | 3.        |                                          |                                       | Norvégia (NOR) · Lars Erik Humlekjær · Martinius Grov · Bård Nesteng (14.) · 246-241 | Olaszország (ITA) · Matteo Bisiani · Michele Frangilli · Ilario Di Buò (6.) · 244-249 | kiesett           | kiesett           | 7.       |

Női
| Versenyző          | Versenyszám | Selejtező | Selejtező | 64-es főtábla                    | 32-es főtábla     | Nyolcaddöntő      | Negyeddöntő       | Elődöntő          | Döntő             | Helyezés |
| Versenyző          | Versenyszám | Pont      | Kiemelt   | Ellenfél Eredmény                | Ellenfél Eredmény | Ellenfél Eredmény | Ellenfél Eredmény | Ellenfél Eredmény | Ellenfél Eredmény | Helyezés |
| ------------------ | ----------- | --------- | --------- | -------------------------------- | ----------------- | ----------------- | ----------------- | ----------------- | ----------------- | -------- |
| Jelena Plotnyikova | Egyéni      | 623       | 37.       | Anna Łęcka (POL) (28.) · 149-163 | kiesett           | kiesett           | kiesett           | kiesett           | kiesett           | 47.      |

## Kajak-kenu

### Síkvízi
Férfi
| Versenyző                                     | Versenyszám        | Előfutam | Előfutam | Előfutam | Elődöntő | Elődöntő | Elődöntő | Döntő    | Döntő    |
| Versenyző                                     | Versenyszám        | Idő      | Hely.    | Össz.    | Idő      | Hely.    | Össz.    | Idő      | Helyezés |
| --------------------------------------------- | ------------------ | -------- | -------- | -------- | -------- | -------- | -------- | -------- | -------- |
| Szergej Szergin                               | Kajak egyes 500 m  | 1:47,253 | 7.       | 28.      | kiesett  | kiesett  | kiesett  | kiesett  | kiesett  |
| Szergej Szergin                               | Kajak egyes 1000 m | 3:42,645 | 7.       | 22.      | 3:47,633 | 8.       | 25.      | kiesett  | kiesett  |
| Kajszar Nurmaganbetov                         | Kenu egyes 500 m   | 1:55,422 | 8.       | 15.      | 1:54,465 | 6.       | 6.       | kiesett  | kiesett  |
| Kajszar Nurmaganbetov                         | Kenu egyes 1000 m  | 4:01,438 | 8.       | 14.      | 4:05,206 | 7.       | 7.       | kiesett  | kiesett  |
| Zsomart Szatubalgyin Konsztantyin Nyegogyajev | Kenu kettes 500 m  | 1:45,810 | 4.       | 10.      | 1:45,809 | 3.       | 3.       | 2:01,436 | 7.       |
| Zsomart Szatubalgyin Konsztantyin Nyegogyajev | Kenu kettes 1000 m | 3:53,366 | 7.       | 14.      | 3:48,756 | 7.       | 7.       | kiesett  | kiesett  |

## Kerékpározás

### Országúti kerékpározás
Férfi
| Versenyző            | Versenyszám   | Idő                     | Helyezés |
| -------------------- | ------------- | ----------------------- | -------- |
| Alekszandr Vinokurov | Időfutam      | 1:01:34,259 (+3:53,839) | 27.      |
| Alekszandr Vinokurov | Mezőnyverseny | 5:29:17 (+0:09)         |          |
| Alekszandr Sefer     | Mezőnyverseny | 5:30:46 (+1:38)         | 53.      |
| Szergej Jakovlev     | Mezőnyverseny | 5:30:46 (+1:38)         | 57.      |
| Andrej Kivilev       | Mezőnyverseny | 5:30:46 (+1:38)         | 73.      |
| Andrej Tyetyerjuk    | Mezőnyverseny | 5:30:46 (+1:38)         | 46.      |
| Andrej Tyetyerjuk    | Időfutam      | 0:58:52,342 (+1:11,922) | 6.       |

### Pálya-kerékpározás
Üldözőversenyek
| Versenyző         | Versenyszám  | Selejtező | Selejtező | Elődöntő     | Elődöntő  | Döntő        | Döntő     | Döntő    |
| Versenyző         | Versenyszám  | Idő       | Hely.     | Ellenfél Idő | Saját idő | Ellenfél Idő | Saját idő | Helyezés |
| ----------------- | ------------ | --------- | --------- | ------------ | --------- | ------------ | --------- | -------- |
| Vagyim Kravcsenko | Férfi egyéni | 4:40,410  | 17.       | kiesett      | kiesett   | kiesett      | kiesett   | kiesett  |

Pontversenyek
| Név                 | Versenyszám       | Pont | Körhátrány | Helyezés |
| ------------------- | ----------------- | ---- | ---------- | -------- |
| Szergej Lavrinyenko | Férfi pontverseny | 1    | -2         | 20.      |

## Műugrás
Férfi
| Versenyző        | Versenyszám        | Selejtező | Selejtező | Elődöntő | Elődöntő | Döntő   | Döntő    |
| Versenyző        | Versenyszám        | Pont      | Helyezés  | Pont     | Helyezés | Pont    | Helyezés |
| ---------------- | ------------------ | --------- | --------- | -------- | -------- | ------- | -------- |
| Aliser Szeitov   | Egyéni műugrás     | 307,62    | 42.       | kiesett  | kiesett  | kiesett | kiesett  |
| Alekszej Gurman  | Egyéni toronyugrás | 320,13    | 31.       | kiesett  | kiesett  | kiesett | kiesett  |
| Damir Ahmetbekov | Egyéni toronyugrás | 75,42     | 41.       | kiesett  | kiesett  | kiesett | kiesett  |

Női
| Versenyző       | Versenyszám        | Selejtező | Selejtező | Elődöntő | Elődöntő | Döntő   | Döntő    |
| Versenyző       | Versenyszám        | Pont      | Helyezés  | Pont     | Helyezés | Pont    | Helyezés |
| --------------- | ------------------ | --------- | --------- | -------- | -------- | ------- | -------- |
| Natalja Popova  | Egyéni műugrás     | 234,90    | 28.       | kiesett  | kiesett  | kiesett | kiesett  |
| Irina Viguzova  | Egyéni műugrás     | 303,30    | 6.        | 520,77   | 6.       | 528,33  | 9.       |
| Irina Viguzova  | Egyéni toronyugrás | 284,52    | 14.       | 441,69   | 15.      | kiesett | kiesett  |
| Natalja Csikina | Egyéni toronyugrás | 296,58    | 10.       | 458,85   | 12.      | 466,80  | 9.       |

## Ökölvívás
| Versenyző             | Versenyszám     | Selejtező                    | Nyolcaddöntő                        | Negyeddöntő                        | Elődöntő                      | Döntő                         | Helyezés |
| Versenyző             | Versenyszám     | Ellenfél Eredmény            | Ellenfél Eredmény                   | Ellenfél Eredmény                  | Ellenfél Eredmény             | Ellenfél Eredmény             | Helyezés |
| --------------------- | --------------- | ---------------------------- | ----------------------------------- | ---------------------------------- | ----------------------------- | ----------------------------- | -------- |
| Bolat Zsumagyilov     | Légsúly         | erőnyerő                     | Kennedy Kanyanta (ZAM) · 12-9       | Vahtang Darcsinjan (ARM) · 15-8    | Jérôme Thomas (FRA) · 22-16   | Vicsan Ponlit (THA) · 12-19   |          |
| Bekzat Szattarhanov   | Pehelysúly      | Ovidiu Bobîrnat (ROU) · 14-5 | Jeffrey Mathebula (RSA) · 16-5      | Ramaz Paliani (TUR) · 12-11        | Tahar Tamsamani (MAR) · 22-10 | Rocky Juarez (USA) · 22-14    |          |
| Nurzsan Karimzsanov   | Könnyűsúly      | Artur Gevorgjan (ARM) · 16-6 | Michael Katsidis (AUS) · 9-7        | Andrij Kotelnik (UKR) · 6-21       | kiesett                       | kiesett                       | 6.       |
| Danyijar Munajtbaszov | Váltósúly       | Ali Nuumbembe (NAM) · 14-2   | Leonard Bundu (ITA) · 13-4          | Szerhij Docenko (UKR) · 7-8        | kiesett                       | kiesett                       | 6.       |
| Jermahan Ibraimov     | Nagyváltósúly   | Júszif Másszász (SYR) · 17-2 | Hely Yánes (VEN) · 18-3             | Juan Hernández Sierra (CUB) · 16-9 | Jermain Taylor (USA) · 19-4   | Marian Simion (ROU) · 25-23   |          |
| Olzsasz Orazalijev    | Félnehézsúly    | Hugo Garay (ARG) · 27-12     | Isael Álvarez (CUB) · RSC (sérülés) | Sergey Mikhaylov (UZB) · 12-27     | kiesett                       | kiesett                       | 7.       |
| Muhtarhan Dildabekov  | Szupernehézsúly |                              | Grzegorz Kiełsa (POL) · 16-5        | Alexis Rubalcaba (CUB) · 25-12     | Rustam Saidov (UZB) · 28-22   | Audley Harrison (GBR) · 16-30 |          |

RSC - a játékvezető megállította a mérkőzést

## Sportlövészet
Férfi
| Versenyző            | Versenyszám          | Selejtező | Selejtező | Döntő   | Döntő    |
| Versenyző            | Versenyszám          | Pont      | Helyezés  | Pont    | Helyezés |
| -------------------- | -------------------- | --------- | --------- | ------- | -------- |
| Vlagyimir Guscsa     | Légpisztoly          | 574       | 23.*      | kiesett | kiesett  |
| Vlagyimir Guscsa     | Szabadpisztoly       | 562       | 7.        | 655,8   | 8.       |
| Vlagyimir Vohmjanyin | Gyorstüzelő pisztoly | 580       | 12.*      | kiesett | kiesett  |
| Szergej Jaksin       | Skeet                | 122       | 7.        | kiesett | kiesett  |

Női
| Versenyző          | Versenyszám           | Selejtező | Selejtező | Döntő   | Döntő    |
| Versenyző          | Versenyszám           | Pont      | Helyezés  | Pont    | Helyezés |
| ------------------ | --------------------- | --------- | --------- | ------- | -------- |
| Dina Aspandiyarova | Sportpisztoly         | 572       | 28.**     | kiesett | kiesett  |
| Dina Aspandiyarova | Légpisztoly           | 388       | 2.*       | 483,7   | 4.**     |
| Julija Bondareva   | Légpisztoly           | 382       | 9.*       | kiesett | kiesett  |
| Julija Bondareva   | Sportpisztoly         | 579       | 11.***    | kiesett | kiesett  |
| Olga Dovgun        | Légpuska              | 391       | 20.****   | kiesett | kiesett  |
| Olga Dovgun        | Sportpuska, összetett | 583       | 5.        | 674,2   | 7.       |

* - egy másik versenyzővel azonos eredményt ért el

** - két másik versenyzővel azonos eredményt ért el

*** - három másik versenyzővel azonos eredményt ért el

**** - hét másik versenyzővel azonos eredményt ért el

## Súlyemelés
Férfi
| Versenyző         | Versenyszám | Szakítás                 | Szakítás                 | Lökés    | Lökés    | Összesen | Helyezés |
| Versenyző         | Versenyszám | Eredmény                 | Helyezés                 | Eredmény | Helyezés | Összesen | Helyezés |
| ----------------- | ----------- | ------------------------ | ------------------------ | -------- | -------- | -------- | -------- |
| Dmitrij Lomakin   | 62 kg       | 132,5                    | 9.*                      | 150,0    | 14.*     | 282,5    | 13.      |
| Szergej Filimonov | 77 kg       | 167,5                    | 1.*                      | 195,0    | 5.       | 362,5    | 4.       |
| Szlavik Nyu       | 94 kg       | 175,0                    | 10.*                     | 200,0    | 13.*     | 375,0    | 12.      |
| Andrej Makarov    | 94 kg       | 177,5                    | 6.*                      | 197,5    | 16.*     | 375,0    | 13.      |
| Anatolij Hrapatij | 105 kg      | érvényes kísérlet nélkül | érvényes kísérlet nélkül | kiesett  | kiesett  | kiesett  | kiesett  |

Női
| Versenyző        | Versenyszám | Szakítás | Szakítás | Lökés                    | Lökés                    | Összesen | Helyezés |
| Versenyző        | Versenyszám | Eredmény | Helyezés | Eredmény                 | Helyezés                 | Összesen | Helyezés |
| ---------------- | ----------- | -------- | -------- | ------------------------ | ------------------------ | -------- | -------- |
| Tatyjana Hromova | 75 kg       | 110,0    | 1.*      | érvényes kísérlet nélkül | érvényes kísérlet nélkül | kiesett  | kiesett  |

* - egy másik versenyzővel azonos eredményt ért el

## Szinkronúszás
| Versenyző                     | Versenyszám | Selejtező           | Selejtező           | Selejtező        | Selejtező        | Selejtező  | Selejtező  | Döntő               | Döntő               | Döntő            | Döntő            | Döntő      | Döntő      |
| Versenyző                     | Versenyszám | Technikai gyakorlat | Technikai gyakorlat | Szabad gyakorlat | Szabad gyakorlat | Összesítés | Összesítés | Technikai gyakorlat | Technikai gyakorlat | Szabad gyakorlat | Szabad gyakorlat | Összesítés | Összesítés |
| Versenyző                     | Versenyszám | Pont                | Hely.               | Pont             | Hely.            | Pont       | Hely.      | Pont                | Hely.               | Pont             | Hely.            | Pont       | Helyezés   |
| ----------------------------- | ----------- | ------------------- | ------------------- | ---------------- | ---------------- | ---------- | ---------- | ------------------- | ------------------- | ---------------- | ---------------- | ---------- | ---------- |
| Alija Karimova Galina Satnaja | Páros       | 83,200              | 22.                 | 83,467           | 21.              | 83,374     | 22.        | kiesett             | kiesett             | kiesett          | kiesett          | kiesett    | kiesett    |

## Torna
Férfi
| Versenyző           | Versenyszám      | Selejtező | Selejtező | Döntő    | Döntő    |
| Versenyző           | Versenyszám      | Pontszám  | Helyezés  | Pontszám | Helyezés |
| ------------------- | ---------------- | --------- | --------- | -------- | -------- |
| Szergej Fedorcsenko | Ugrás            | 9,775     | 2.        | 9,399    | 5.       |
| Szergej Fedorcsenko | Nyújtó           | 9,725     | 10.       | kiesett  | kiesett  |
| Szergej Fedorcsenko | Lólengés         | 9,662     | 23.**     | kiesett  | kiesett  |
| Szergej Fedorcsenko | Egyéni összetett | 29,162    | 81.       | kiesett  | kiesett  |

Női
| Versenyző         | Versenyszám      | Selejtező | Selejtező | Döntő    | Döntő    |
| Versenyző         | Versenyszám      | Pontszám  | Helyezés  | Pontszám | Helyezés |
| ----------------- | ---------------- | --------- | --------- | -------- | -------- |
| Irina Jevdokimova | Talaj            | 9,187     | 46.       | kiesett  | kiesett  |
| Irina Jevdokimova | Ugrás            | 9,131     | 50.*      | kiesett  | kiesett  |
| Irina Jevdokimova | Felemás korlát   | 9,062     | 67.*      | kiesett  | kiesett  |
| Irina Jevdokimova | Gerenda          | 9,037     | 62.       | kiesett  | kiesett  |
| Irina Jevdokimova | Egyéni összetett | 36,417    | 46.       | kiesett  | kiesett  |

* - egy másik versenyzővel azonos eredményt ért el

** - két másik versenyzővel azonos eredményt ért el

## Triatlon
| Versenyző        | Versenyszám | 1,5 km úszás | Depózás 1 | 40 km kerékpározás | Depózás 2 | 10 km futás | Összesítés | Összesítés |
| Versenyző        | Versenyszám | Idő          | Idő       | Idő                | Idő       | Idő         | Idő        | Helyezés   |
| ---------------- | ----------- | ------------ | --------- | ------------------ | --------- | ----------- | ---------- | ---------- |
| Dmitrij Gaag     | Férfi       | 17:49,39     | 23,70     | 58:49,70           | 18,30     | 31:42,48    | 1:49:03,57 | 4.         |
| Mihail Kuznyecov | Férfi       | 18:28,89     | 26,20     | 1:04:17,70         | 21,50     | 35:39,21    | 1:59:13,50 | 47.        |

## Úszás
Férfi
| Versenyző                                                        | Versenyszám          | Előfutam | Előfutam | Előfutam | Elődöntő | Elődöntő | Elődöntő | Döntő   | Döntő    |
| Versenyző                                                        | Versenyszám          | Idő      | Hely.    | Össz.    | Idő      | Hely.    | Össz.    | Idő     | Helyezés |
| ---------------------------------------------------------------- | -------------------- | -------- | -------- | -------- | -------- | -------- | -------- | ------- | -------- |
| Szergej Boriszenko                                               | 50 m gyors           | 23,46    | 1.       | 40.      | kiesett  | kiesett  | kiesett  | kiesett | kiesett  |
| Igor Szitnyikov                                                  | 100 m gyors          | 52,57    | 5.       | 53.      | kiesett  | kiesett  | kiesett  | kiesett | kiesett  |
| Andrej Kvaszov                                                   | 200 m gyors          | 1:55,72  | 7.       | 48.      | kiesett  | kiesett  | kiesett  | kiesett | kiesett  |
| Szergej Boriszenko Andrej Kvaszov Pavel Szidorov Igor Szitnyikov | 4 × 100 m gyorsváltó | 3:28,90  | 8.       | 21.      |          |          |          | kiesett | kiesett  |
| Pavel Szidorov                                                   | 100 m hát            | 1:01,02  | 4.       | 52.      | kiesett  | kiesett  | kiesett  | kiesett | kiesett  |
| Alekszandr Szavickij                                             | 100 m mell           | 1:05,95  | 6.       | 54.      | kiesett  | kiesett  | kiesett  | kiesett | kiesett  |
| Andrej Gavrilov                                                  | 100 m pillangó       | 56,14    | 2.       | 49.      | kiesett  | kiesett  | kiesett  | kiesett | kiesett  |
| Grigorij Matuzkov                                                | 200 m vegyes         | 2:05,45  | 1.       | 29.      | kiesett  | kiesett  | kiesett  | kiesett | kiesett  |
| Grigorij Matuzkov                                                | 400 m vegyes         | 4:31,89  | 6.       | 39.      |          |          |          | kiesett | kiesett  |

Női
| Versenyző        | Versenyszám  | Előfutam | Előfutam | Előfutam | Elődöntő | Elődöntő | Elődöntő | Döntő   | Döntő    |
| Versenyző        | Versenyszám  | Idő      | Hely.    | Össz.    | Idő      | Hely.    | Össz.    | Idő     | Helyezés |
| ---------------- | ------------ | -------- | -------- | -------- | -------- | -------- | -------- | ------- | -------- |
| Marina Muljajeva | 200 m vegyes | 2:22,72  | 1.       | 28.      | kiesett  | kiesett  | kiesett  | kiesett | kiesett  |

## Vívás
Férfi
| Versenyző       | Versenyszám       | Selejtező                     | 32-es főtábla     | Nyolcaddöntő      | Negyeddöntő       | Elődöntő          | Bronz- mérkőzés   | Döntő             | Helyezés |
| Versenyző       | Versenyszám       | Ellenfél Eredmény             | Ellenfél Eredmény | Ellenfél Eredmény | Ellenfél Eredmény | Ellenfél Eredmény | Ellenfél Eredmény | Ellenfél Eredmény | Helyezés |
| --------------- | ----------------- | ----------------------------- | ----------------- | ----------------- | ----------------- | ----------------- | ----------------- | ----------------- | -------- |
| Andrej Kolganov | Tőr, egyéni       | Marsi Márk (HUN) · 13-15      | kiesett           | kiesett           | kiesett           | kiesett           | kiesett           | kiesett           | 40.      |
| Szergej Sabalin | Párbajtőr, egyéni | Michael Switak (AUT) · 13-14  | kiesett           | kiesett           | kiesett           | kiesett           | kiesett           | kiesett           | 40.      |
| Igor Cel        | Kard, egyéni      | Dzmitrij Lapkesz (BLR) · 7-15 | kiesett           | kiesett           | kiesett           | kiesett           | kiesett           | kiesett           | 35.      |

Női
| Versenyző              | Versenyszám       | Selejtező                       | 32-es főtábla     | Nyolcaddöntő      | Negyeddöntő       | Elődöntő          | Bronz- mérkőzés   | Döntő             | Helyezés |
| Versenyző              | Versenyszám       | Ellenfél Eredmény               | Ellenfél Eredmény | Ellenfél Eredmény | Ellenfél Eredmény | Ellenfél Eredmény | Ellenfél Eredmény | Ellenfél Eredmény | Helyezés |
| ---------------------- | ----------------- | ------------------------------- | ----------------- | ----------------- | ----------------- | ----------------- | ----------------- | ----------------- | -------- |
| Nyelja Szevosztyjanova | Tőr, egyéni       | Yuan Li (CHN) · 3-15            | kiesett           | kiesett           | kiesett           | kiesett           | kiesett           | kiesett           | 38.      |
| Natalja Goncsarova     | Párbajtőr, egyéni | Karina Aznavurjan (RUS) · 13-15 | kiesett           | kiesett           | kiesett           | kiesett           | kiesett           | kiesett           | 38.      |

## Vízilabda

### Férfi
| Kazah férfi vízilabdacsapat-játékoskeret                                                                                                 | Kazah férfi vízilabdacsapat-játékoskeret                                                                            |
| --- | --- |
| - Alekszandr Elke - Alekszandr Svedov - Artyemij Szevosztyjanov - Aszkar Orazalinov - Gyenyisz Zsivcsikov - Igor Zagorujko - Ivan Zajcev | - Konsztantyin Csernov - Roman Csencov - Szergej Drozdov - Jevgenyij Prohin - Jevgenyij Zsiljajev - Jurij Szmolovoj |

#### Eredmények
Csoportkör
A csoport
| Csapat              | M | Gy | D | V | G+ | G– | Gk  | P |
| ------------------- | - | -- | - | - | -- | -- | --- | - |
| Oroszország (RUS)   | 5 | 4  | 1 | 0 | 51 | 28 | +23 | 9 |
| Olaszország (ITA)   | 5 | 4  | 1 | 0 | 43 | 32 | +11 | 9 |
| Spanyolország (ESP) | 5 | 2  | 1 | 2 | 32 | 34 | –2  | 5 |
| Ausztrália (AUS)    | 5 | 1  | 2 | 2 | 38 | 36 | +2  | 4 |
| Kazahsztán (KAZ)    | 5 | 1  | 1 | 3 | 41 | 46 | –5  | 3 |
| Szlovákia (SVK)     | 5 | 0  | 0 | 5 | 30 | 59 | –29 | 0 |

| 2000. szeptember 23. 15:00 | Kazahsztán (KAZ)     | 7–8 | Spanyolország (ESP) | Játékvezetők: Zeljko Klaric (CRO), Boris Margeta (SLO) |
| 2000. szeptember 23. 15:00 | (1–2, 3–2, 1–3, 2–1) |     |                     | Játékvezetők: Zeljko Klaric (CRO), Boris Margeta (SLO) |
| 2000. szeptember 23. 15:00 | Zajcev 3             |     | Estiarte 3          | Játékvezetők: Zeljko Klaric (CRO), Boris Margeta (SLO) |

| 2000. szeptember 24. 20:30 | Ausztrália (AUS)     | 11–11 | Kazahsztán (KAZ)     | Játékvezetők: Rolf Helmut Ludecke (GER), Andrew Jay Takata (USA) |
| 2000. szeptember 24. 20:30 | (2–4, 3–2, 4–3, 2–2) |       |                      | Játékvezetők: Rolf Helmut Ludecke (GER), Andrew Jay Takata (USA) |
| 2000. szeptember 24. 20:30 | Marsden 4            |       | Drozdov, Zagorujko 3 | Játékvezetők: Rolf Helmut Ludecke (GER), Andrew Jay Takata (USA) |

| 2000. szeptember 25. 15:45 | Kazahsztán (KAZ)     | 7–9 | Oroszország (RUS) | Játékvezetők: Császár György (HUN), Vahid Moradi Shahpar (IRI) |
| 2000. szeptember 25. 15:45 | (1–1, 1–4, 2–2, 3–2) |     |                   | Játékvezetők: Császár György (HUN), Vahid Moradi Shahpar (IRI) |
| 2000. szeptember 25. 15:45 | Elke 2               |     | három játékos 2   | Játékvezetők: Császár György (HUN), Vahid Moradi Shahpar (IRI) |

| 2000. szeptember 26. 15:45 | Kazahsztán (KAZ)     | 9–5 | Szlovákia (SVK) | Játékvezetők: Dragan Rajevic (YUG), Juan Carlos Menendez Betancourt (CUB) |
| 2000. szeptember 26. 15:45 | (4–0, 1–0, 1–2, 3–3) |     |                 | Játékvezetők: Dragan Rajevic (YUG), Juan Carlos Menendez Betancourt (CUB) |
| 2000. szeptember 26. 15:45 | három játékos 2      |     | Bačo 3          | Játékvezetők: Dragan Rajevic (YUG), Juan Carlos Menendez Betancourt (CUB) |

| 2000. szeptember 27. 15:45 | Olaszország (ITA)     | 13–7 | Kazahsztán (KAZ)    | Játékvezetők: Gregory Boyer (USA), Császár György (HUN) |
| 2000. szeptember 27. 15:45 | (2–1, 2–1, 5–3, 4–2)  |      |                     | Játékvezetők: Gregory Boyer (USA), Császár György (HUN) |
| 2000. szeptember 27. 15:45 | Calcaterra, Sottani 3 |      | Zajcev, Zagorujko 2 | Játékvezetők: Gregory Boyer (USA), Császár György (HUN) |

A 9–12. helyért
| Csapat            | M | Gy | D | V | G+ | G– | Gk | P |
| ----------------- | - | -- | - | - | -- | -- | -- | - |
| Kazahsztán (KAZ)  | 3 | 2  | 1 | 0 | 23 | 18 | +5 | 5 |
| Görögország (GRE) | 3 | 1  | 2 | 0 | 24 | 20 | +4 | 4 |
| Hollandia (NED)   | 3 | 1  | 1 | 1 | 19 | 20 | –1 | 3 |
| Szlovákia (SVK)   | 3 | 0  | 0 | 3 | 24 | 32 | –8 | 0 |

| 2000. szeptember 29. 09:30 | Kazahsztán (KAZ)     | 6–6 | Görögország (GRE) | Játékvezetők: Gad-Shimon Schwartz (ISR), Juan Carlos Menendez Betancourt (CUB) |
| 2000. szeptember 29. 09:30 | (0–3, 3–1, 1–2, 2–0) |     |                   | Játékvezetők: Gad-Shimon Schwartz (ISR), Juan Carlos Menendez Betancourt (CUB) |
| 2000. szeptember 29. 09:30 | Drozdov, Prohin 2    |     | Thomákosz 3       | Játékvezetők: Gad-Shimon Schwartz (ISR), Juan Carlos Menendez Betancourt (CUB) |

| 2000. szeptember 30. 10:00 | Kazahsztán (KAZ)     | 11–8 | Szlovákia (SVK)     | Játékvezetők: Gregory Boyer (USA), Ian Alfred James Melliar (RSA) |
| 2000. szeptember 30. 10:00 | (4–1, 3–1, 2–2, 2–4) |      |                     | Játékvezetők: Gregory Boyer (USA), Ian Alfred James Melliar (RSA) |
| 2000. szeptember 30. 10:00 | Zsiljajev 3          |      | Hrošík, Veszelits 2 | Játékvezetők: Gregory Boyer (USA), Ian Alfred James Melliar (RSA) |

| 2000. október 1. 10:15 | Kazahsztán (KAZ)     | 6–4 | Hollandia (NED) | Játékvezetők: Juan Carlos Menendez Betancourt (CUB), Boris Margeta (SLO) |
| 2000. október 1. 10:15 | (1–2, 2–0, 2–1, 1–1) |     |                 | Játékvezetők: Juan Carlos Menendez Betancourt (CUB), Boris Margeta (SLO) |
| 2000. október 1. 10:15 | hat játékos 1        |     | Silvis 2        | Játékvezetők: Juan Carlos Menendez Betancourt (CUB), Boris Margeta (SLO) |

| Csapat           | Helyezés |
| ---------------- | -------- |
| Kazahsztán (KAZ) | 9.       |

### Női
| Kazah női vízilabdacsapat-játékoskeret | Kazah női vízilabdacsapat-játékoskeret                                                                           |
| --- | --- |
| - Rezeda Alejeva - Anasztaszija Boroda - Irina Borodavko - Szvetlana Buravova - Natalja Galkina - Jekatyerina Gerzanyics - Tatyjana Gubina | - Natalja Ignatyjeva - Aszel Dzsakajeva - Szvetlana Koroljova - Olga Lescsuk - Larisza Olhina - Julija Piriszeva |

#### Eredmények
Csoportkör
| Csapat                 | M | Gy | D | V | G+ | G– | Gk  | P |
| ---------------------- | - | -- | - | - | -- | -- | --- | - |
| Ausztrália (AUS)       | 5 | 4  | 0 | 1 | 35 | 20 | +15 | 8 |
| Egyesült Államok (USA) | 5 | 3  | 1 | 1 | 36 | 30 | +6  | 7 |
| Hollandia (NED)        | 5 | 3  | 0 | 2 | 27 | 26 | +1  | 6 |
| Oroszország (RUS)      | 5 | 2  | 1 | 2 | 36 | 29 | +7  | 5 |
| Kanada (CAN)           | 5 | 1  | 2 | 2 | 33 | 34 | –1  | 4 |
| Kazahsztán (KAZ)       | 5 | 0  | 0 | 5 | 23 | 51 | –28 | 0 |

| 2000. szeptember 16. 13:00 | Kazahsztán (KAZ)     | 2–9 | Ausztrália (AUS) | Játékvezetők: Rolf Helmut Ludecke (GER), Ian Alfred James Melliar (RSA) |
| 2000. szeptember 16. 13:00 | (1–2, 1–2, 0–1, 0–4) |     |                  | Játékvezetők: Rolf Helmut Ludecke (GER), Ian Alfred James Melliar (RSA) |
| 2000. szeptember 16. 13:00 | Lescsuk, Galkina 1   |     | Gusterson 3      | Játékvezetők: Rolf Helmut Ludecke (GER), Ian Alfred James Melliar (RSA) |

| 2000. szeptember 17. 19:15 | Kazahsztán (KAZ)     | 6–8 | Hollandia (NED)           | Játékvezetők: Dragan Rajevic (YUG), Juan Carlos Menendez Betancourt (CUB) |
| 2000. szeptember 17. 19:15 | (2–2, 2–2, 1–2, 1–2) |     |                           | Játékvezetők: Dragan Rajevic (YUG), Juan Carlos Menendez Betancourt (CUB) |
| 2000. szeptember 17. 19:15 | Lescsuk 3            |     | op den Velde, de Bruijn 3 | Játékvezetők: Dragan Rajevic (YUG), Juan Carlos Menendez Betancourt (CUB) |

| 2000. szeptember 18. 19:15 | Kanada (CAN)         | 10–3 | Kazahsztán (KAZ) | Játékvezetők: Rolf Helmut Ludecke (GER), Vahid Moradi Shahpar (IRI) |
| 2000. szeptember 18. 19:15 | (3–1, 3–0, 1–2, 3–0) |      |                  | Játékvezetők: Rolf Helmut Ludecke (GER), Vahid Moradi Shahpar (IRI) |
| 2000. szeptember 18. 19:15 | négy játékos 2       |      | három játékos 1  | Játékvezetők: Rolf Helmut Ludecke (GER), Vahid Moradi Shahpar (IRI) |

| 2000. szeptember 19. 18:00 | Kazahsztán (KAZ)     | 6–15 | Oroszország (RUS)  | Játékvezetők: Gad-Shimon Schwartz (ISR), Vlastimil Kratochvil (SVK) |
| 2000. szeptember 19. 18:00 | (1–5, 1–5, 3–3, 1–2) |      |                    | Játékvezetők: Gad-Shimon Schwartz (ISR), Vlastimil Kratochvil (SVK) |
| 2000. szeptember 19. 18:00 | Alejeva 2            |      | Kuzina, Kutuzova 3 | Játékvezetők: Gad-Shimon Schwartz (ISR), Vlastimil Kratochvil (SVK) |

| 2000. szeptember 20. 19:15 | Kazahsztán (KAZ)        | 6–9 | Egyesült Államok (USA) | Játékvezetők: Zeljko Klaric (CRO), Vahid Moradi Shahpar (IRI) |
| 2000. szeptember 20. 19:15 | (1–2, 1–3, 2–3, 2–1)    |     |                        | Játékvezetők: Zeljko Klaric (CRO), Vahid Moradi Shahpar (IRI) |
| 2000. szeptember 20. 19:15 | Koroljova, Gerzanyics 2 |     | Villa 4                | Játékvezetők: Zeljko Klaric (CRO), Vahid Moradi Shahpar (IRI) |

Az 5. helyért
| 2000. szeptember 22. 18:00 | Kanada (CAN)              | 9–8 (h. u.) | Kazahsztán (KAZ) | Játékvezetők: Andrew Jay Takata (USA), Philip Bower (AUS) |
| 2000. szeptember 22. 18:00 | (1–1, 3–3, 2–3, 2–1, 1–0) |             |                  | Játékvezetők: Andrew Jay Takata (USA), Philip Bower (AUS) |
| 2000. szeptember 22. 18:00 | négy játékos 2            |             | Piriszeva 3      | Játékvezetők: Andrew Jay Takata (USA), Philip Bower (AUS) |

| Csapat           | Helyezés |
| ---------------- | -------- |
| Kazahsztán (KAZ) | 6.       |